# Tokači (provincie)
Provincie Tokači (japonsky: 十勝国; Tokači no kuni) byla stará japonská provincie založená během období Meidži na ostrově Hokkaidó, která existovala jen krátce. Její území odpovídá současné podprefektuře Tokači.
Provincie vznikla 15. srpna 1869, kdy se skládala ze sedmi okresů. V roce 1872 při sčítání lidu činila populace provincie 1 464 lidí. V roce 1882 byly provincie na Hokkaidó zrušeny.

## Okresy
- Hiroo (広尾郡)
- Tóbui (当縁郡) – zrušený 1. dubna 1906, když se 3 vesnice spojily do vesnice Mojori (dnes město Hiroo) v okrese Hiroo a další 2 vesnice se spojily s vesnicí Ócu v okrese Tokači
- Kamikawa (上川郡)
- Nakagawa (中川郡)
- Kató (河東郡)
- Kasai (河西郡)
- Tokači (十勝郡)